# Roberto Malatesta
Roberto Malatesta detto Roberto il Magnifico (Fano, 1440 – Roma, 10 settembre 1482) è stato un condottiero italiano, figlio di Sigismondo Pandolfo signore di Rimini, sposò una delle figlie di Federico da Montefeltro e, come lui, morì di malaria lo stesso giorno.

## Biografia
Figlio illegittimo di Sigismondo Pandolfo e la sua amante Vannetta dei Toschi di Fano. Fu riconosciuto legittimo erede nel 1450 dal papa Niccolò V. Già in età molto giovane era valente condottiero al servizio dello Stato Pontificio. Alla morte del padre Sigismondo nel 1468, Papa Paolo II lo riconobbe successore e lo inviò per riconquistare Rimini, governata dalla sua terza moglie Isotta degli Atti in nome del giovane Sallustio, designato dal padre suo erede. Secondo il racconto della tradizione, Roberto travestito da contadino entrò nella Rocca di Rimini e si impossessò della città in nome della Santa Sede. Ma successivamente si autoproclamò signore di Rimini rinnegando i patti con il papa, dal quale era stato anche finanziato per l'impresa.
Il papa sdegnato gli mosse guerra, inviando nella città di Rimini un esercito capitanato da Napoleone Orsini. Quest'ultimo occupò prima il borgo di San Giuliano, ma poi fu costretto a ritirarsi dopo un'importante vittoria del Malatesta che lo costrinse a fuggire (1469).
Roberto Malatesta si mise immediatamente a fortificare Rimini, e per diventare signore fece probabilmente uccidere i propri fratelli Sallustio e Valerio, legittimi eredi di Sigismondo, esautorando progressivamente la loro madre Isotta degli Atti.
Nel 1471, morto Paolo II, si impossessò di parecchi castelli, che restituì al nuovo papa Sisto IV, dopo che gli fu tolta l'interdizione sulla città di Rimini.
Nel 1471 fu nominato Cavaliere del re di Napoli, che nel 1478 servì contro la Santa Sede, unitamente ai fiorentini. Nel 1479 combattendo per i fiorentini nel Perugino, venne a battaglia con la gente del papato e li batté, per cui fu nuovamente interdetto dalla città di Rimini.
Nel 1480 fu fatto generale della Repubblica di Venezia e ascritto alla nobiltà. Con la mediazione della Serenissima l'interdetto venne di nuovo cancellato e Roberto fu fatto ribenedire a Rimini.
Prese parte alla lega del 1482 in cui Venezia e papa Sisto IV avevano stretto un'alleanza contro il re di Napoli, la Repubblica di Firenze, il duca di Milano, e di Ferrara.
Col grado di generale dei veneti mosse verso il Ferrarese, saccheggiò alcuni castelli, assalì Bagnacavallo e Fusignano. Chiamato a Roma dal papa fu costretto a lasciare la guerra nel ferrarese per difendere il territorio della Chiesa, minacciato da Alfonso II di Napoli.
Condotto l'esercito a Castel Gandolfo, si accampò a Civita Lavinia (oggi Lanuvio) il 2 agosto 1482. Il 21 agosto 1482, dopo sei ore di combattimento, nella famosa battaglia di Campomorto, località oggi denominata Campoverde (vicino ad Aprilia), il Malatesta costrinse il duca di Calabria a fuggire su una galea, facendo prigioniero il duca di Melfi e altri condottieri.
Inviati i prigionieri al papa, occupò Civita e altri castelli della zona e pose assedio a Cavi.
Ammalatosi, forse di malaria contratta nelle paludi della campagna romana come altri condottieri del suo esercito, fu condotto a Valmontone, poi a Roma per ordine del papa, che gli dimostrò tutta la sua benevolenza, e qui morì.
Fu sepolto in San Pietro.

## Discendenza
Roberto sposò il 25 giugno 1475 Elisabetta da Montefeltro, figlia di Federico da Montefeltro, da cui ebbe un'unica figlia, Battista, che morì prematuramente.
Ebbe numerosi figli naturali:
Dalla sua amante Elisabetta Aldobrandini di Ravenna ebbe due figli maschi legittimati da Sisto IV il 17 ottobre 1492:
- Pandolfo (1475-1534), suo successore nella signoria di Rimini;
- Carlo (1480-24 febbraio 1508), condottiero, nel 1505 sposò Quirina di Federico Gradenigo

Da Lisabetta degli Atti:
- Troilo, condottiero

Altri figli naturali:
- Giovanni (1478-1529, Pavia), condottiero, capitano generale dei genti di terra della Repubblica di Venezia nel Friuli;
- Giovanna (16 maggio 1477-?), il 21 maggio 1496 sposò Sigismondo d'Este, figlio naturale di Rinaldo d'Este, e nel 1507 sposò Ranuccio di Antonio Bulgarelii, conte di Marsciano;
- Dorotea (26 aprile 1478-?), sposò Giovanbattista Caracciolo, signore di Montanara

## Ascendenza
|                               |   |                        | Genitori             |  |  | Nonni |  |  | Bisnonni             |  |  | Trisnonni            |  |
|                               |   |                        |                      |  |  |       |  |  | Galeotto I Malatesta |  |  | Pandolfo I Malatesta |  |
|                               |   |                        |                      |  |  |       |  |  | Galeotto I Malatesta |  |  | Pandolfo I Malatesta |  |
|                               |   | Taddea da Rimini       |                      |  |  |       |  |  | Galeotto I Malatesta |  |  |                      |  |
| Pandolfo III Malatesta        |   |                        |                      |  |  |       |  |  | Galeotto I Malatesta |  |  |                      |  |
|                               |   | Gentile da Varano      | Rodolfo II da Varano |  |  |       |  |  |                      |  |  |                      |  |
|                               |   | Gentile da Varano      | Rodolfo II da Varano |  |  |       |  |  |                      |  |  |                      |  |
|                               |   | Gentile da Varano      | …                    |  |  |       |  |  |                      |  |  |                      |  |
| Sigismondo Pandolfo Malatesta |   | Gentile da Varano      |                      |  |  |       |  |  |                      |  |  |                      |  |
|                               |   | Giacomino di Barignano | …                    |  |  |       |  |  |                      |  |  |                      |  |
|                               |   | Giacomino di Barignano | …                    |  |  |       |  |  |                      |  |  |                      |  |
|                               |   | Giacomino di Barignano | …                    |  |  |       |  |  |                      |  |  |                      |  |
| Antonia da Barignano          |   | Giacomino di Barignano |                      |  |  |       |  |  |                      |  |  |                      |  |
|                               |   | …                      | …                    |  |  |       |  |  |                      |  |  |                      |  |
|                               |   | …                      | …                    |  |  |       |  |  |                      |  |  |                      |  |
|                               |   | …                      | …                    |  |  |       |  |  |                      |  |  |                      |  |
| Roberto Malatesta             |   | …                      |                      |  |  |       |  |  |                      |  |  |                      |  |
|                               | … | …                      |                      |  |  |       |  |  |                      |  |  |                      |  |
|                               | … | …                      |                      |  |  |       |  |  |                      |  |  |                      |  |
|                               | … | …                      |                      |  |  |       |  |  |                      |  |  |                      |  |
| Galeotto Toschi               | … |                        |                      |  |  |       |  |  |                      |  |  |                      |  |
|                               |   | …                      | …                    |  |  |       |  |  |                      |  |  |                      |  |
|                               |   | …                      | …                    |  |  |       |  |  |                      |  |  |                      |  |
|                               |   | …                      | …                    |  |  |       |  |  |                      |  |  |                      |  |
| Vannetta Toschi               |   | …                      |                      |  |  |       |  |  |                      |  |  |                      |  |
|                               |   | …                      | …                    |  |  |       |  |  |                      |  |  |                      |  |
|                               |   | …                      | …                    |  |  |       |  |  |                      |  |  |                      |  |
|                               |   | …                      | …                    |  |  |       |  |  |                      |  |  |                      |  |
| …                             |   | …                      |                      |  |  |       |  |  |                      |  |  |                      |  |
|                               |   | …                      | …                    |  |  |       |  |  |                      |  |  |                      |  |
|                               |   | …                      | …                    |  |  |       |  |  |                      |  |  |                      |  |
|                               |   | …                      | …                    |  |  |       |  |  |                      |  |  |                      |  |
|                               |   | …                      |                      |  |  |       |  |  |                      |  |  |                      |  |